# Catedrala din Anagni
Catedrala din Anagni, cu hramul Buna Vestire, este un monument de arhitectură romanică din secolul al XI-lea. 
Deoarece Anagni a fost în Evul Mediu reședința de vară a papilor, în lăcaș au avut loc mai multe evenimente istorice, precum conclavul din 1243.

## Galerie de imagini

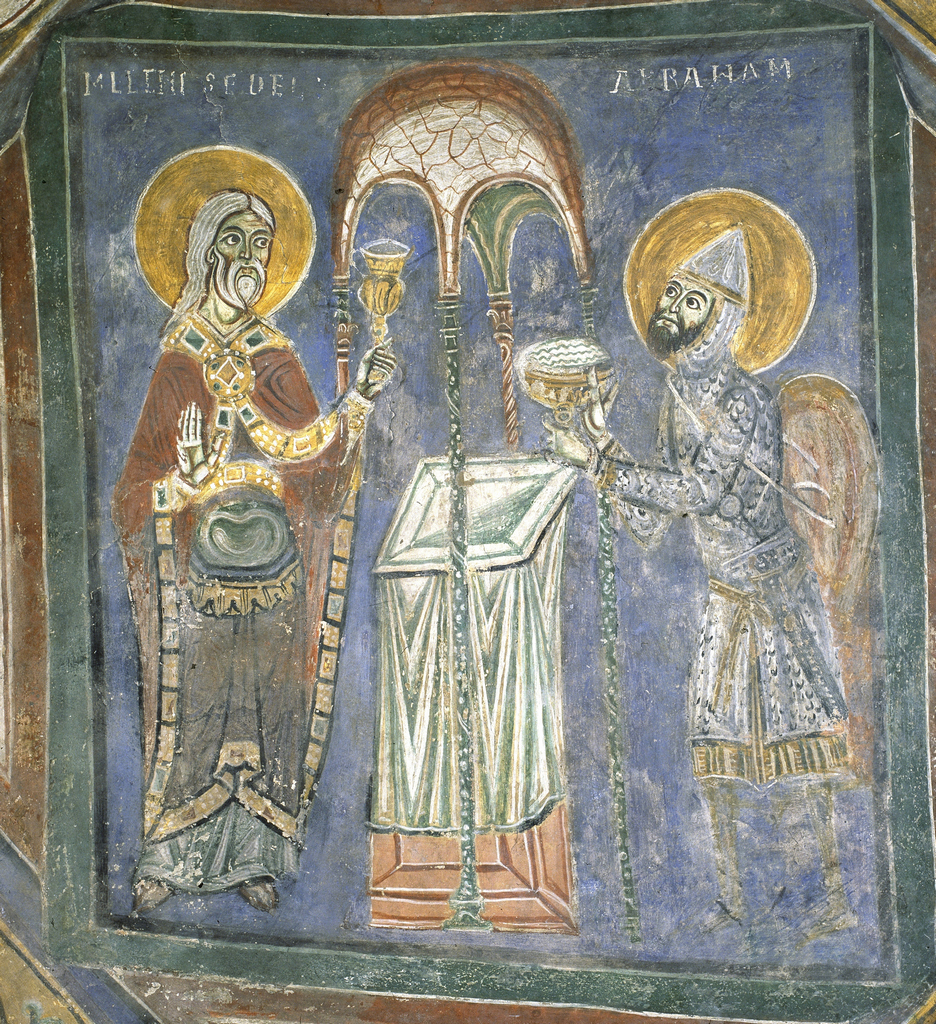
Melchisedec și Avram
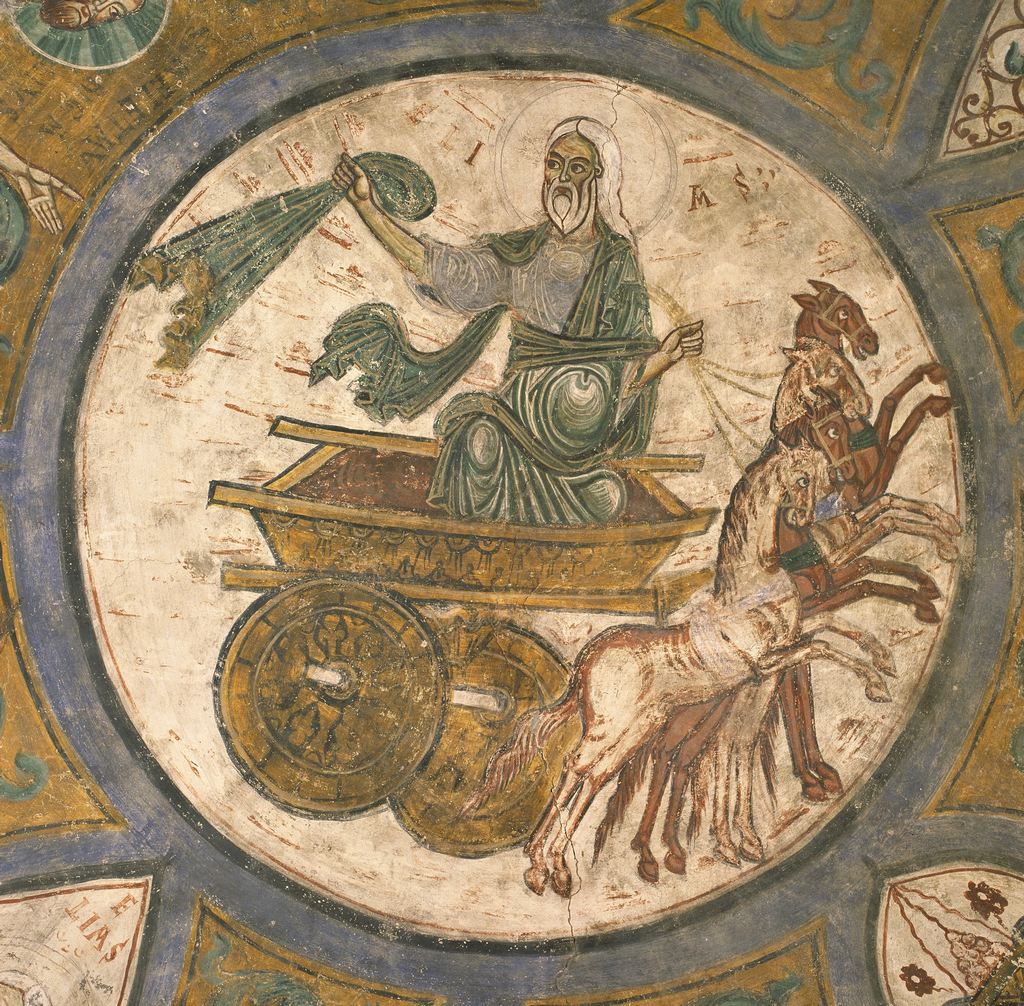
Sfântul Ilie
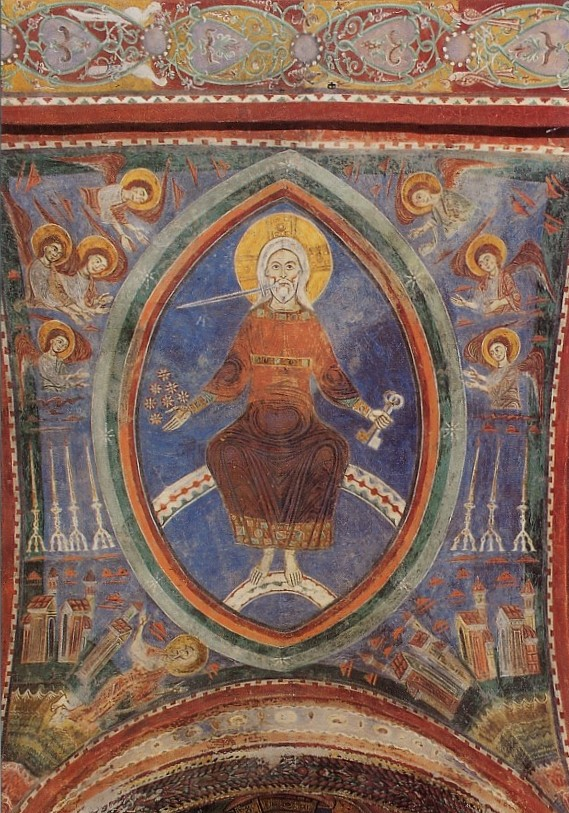
Christos Pantocrator, în mandorlă, la Judecata de Apoi